# Varazdat
Varazdat (Armeens: Վարազդատ, Latijn: Varasdates, Grieks: Βαρασδάτης) was koning van Armenië van 374 tot 378.

## Familie en achtergrond
De bronnen uit die tijd zijn schaars en zijn gebaseerd op deductie. Varazdat zou de kleinzoon zijn geweest van koning Arsjak II van Armenië en hij zou twee zonen hebben gehad, Khosro IV en Vramsjapuh. Zijn naam betekent beer, dit had hij te danken aan zijn atletisch vermogen. Tijdens de Olympische Spelen in de Klassieke Oudheid van het jaar 360 won hij de titel in het boksen.

## Koning
Het Koninkrijk Armenië was een vazalstaat van het Romeinse Rijk. Toen zijn voorganger Pap het wat te bont maakte, werd hij door de Romeinen geëlimineerd. De sterke man hoofdgeneraal (sparapet) Mushegh I Mamikonian schoof Varazdat naar voor. Na verloop van tijd kwamen Varazdat en Mushegh in conflict en Varazdat liet Mushegh uit de weg ruimen. Mushegh werd opgevolgd door zijn broer Manuel Mamikonian, die op zijn beurt Varazdat het land uit joeg. Manuel Mamikonian zette de weduwe van Pap, Zarmandukht op de troon. Zij werd regentes voor haar twee zonen Arsjak en Vagarsjak. Er kwam terug vrede en stabiliteit in het land. Van Varazdat werd niets meer gehoord, hij stierf in ballingschap.